# Charles Durand (architecte)
Pour les articles homonymes, voir Charles Durand et Durand.
Charles Durand (30 mai 1824, Bordeaux - 22 janvier 1891, Bordeaux) est un architecte français.

## Biographie
Charles Durand est né Pierre-Charles Durand à Bordeaux le 30 mai 1824 dans une famille d'architectes ayant laissé son empreinte à Bordeaux. Son grand-père Gabriel Durand, et son grand-oncle Alexandre Durand ont en effet participé aux côtés de Victor Louis, en tant qu'architectes-entrepreneurs à la construction du Grand Théâtre, et son père Gabriel-Joseph Durand (1792-1858), architecte est à l'origine entre autres de la Galerie Bordelaise.
Charles Durand est sensibilisé par son père à l’étude de l’archéologie régionale. Il commence sa carrière vers 1848 à Bordeaux à travers la restauration de quelques monuments communaux, puis travaillera à la restauration de plusieurs édifices religieux parmi lesquels la basilique Notre-Dame-de-la-fin-des-Terres de Soulac, la construction du clocher de l'église Saint-Jean-Baptiste de Coutras …
Il dessine les plans d’immeubles de rapport dont la maison Pellegrin au n°136, rue Sainte-Catherine (1853), et l’un des plus connus l’imposant hôtel du Paty au n°1 de la place Jean Moulin ; construit en 1876,  sa riche entrée est surplombée par un balcon supporté par quatre cariatides.
Architecte de la ville de Bordeaux à la mort de Charles Burguet durant les douze dernières années de sa vie (1879-1891), ses réalisations sont nombreuses :  il restaure le Palais-Gallien, la porte Cailhau (1882), et le monument funéraire de Michel Montaigne (1887) ;  il construit le bâtiment de la faculté des sciences et lettres (1880 ; actuel musée d'Aquitaine), la grande synagogue (1880) ou encore la bibliothèque municipale d'alors, située cour Mably (1883) ainsi que le Marché des Douves (1886),le poste des pompiers de La Bastide (1886-1888). De la même manière que Charles Burguet, son prédécesseur, Charles Durand maîtrise et respecte avec intelligence les bâtiments anciens sur lesquels il intervient.
Membre de l’Académie de Bordeaux en 1870, il est l’un des fondateurs de la Société locale des architectes créée le 9 mai 1863.
Hors de Bordeaux, il réalise lors de la vogue du thermalisme, de nouveaux thermes dans les Hautes-Pyrénées à Saint-Sauveur, Luchon et Cauterets, en s’inspirant d’une culture antique.

## Réalisations

### Hors de Bordeaux
- Casino-Thermes des Œufs (1869) à Cauterets[6] ;
- Reconstruction de l'église Saint-Pierre de Saint-Loubès (1869)[7] ;
- Villa du Docteur Flurin à Cauterets[8] ;
- Clocher néogothique de l'église Saint-Jean-Baptiste de Coutras (1874)[7].

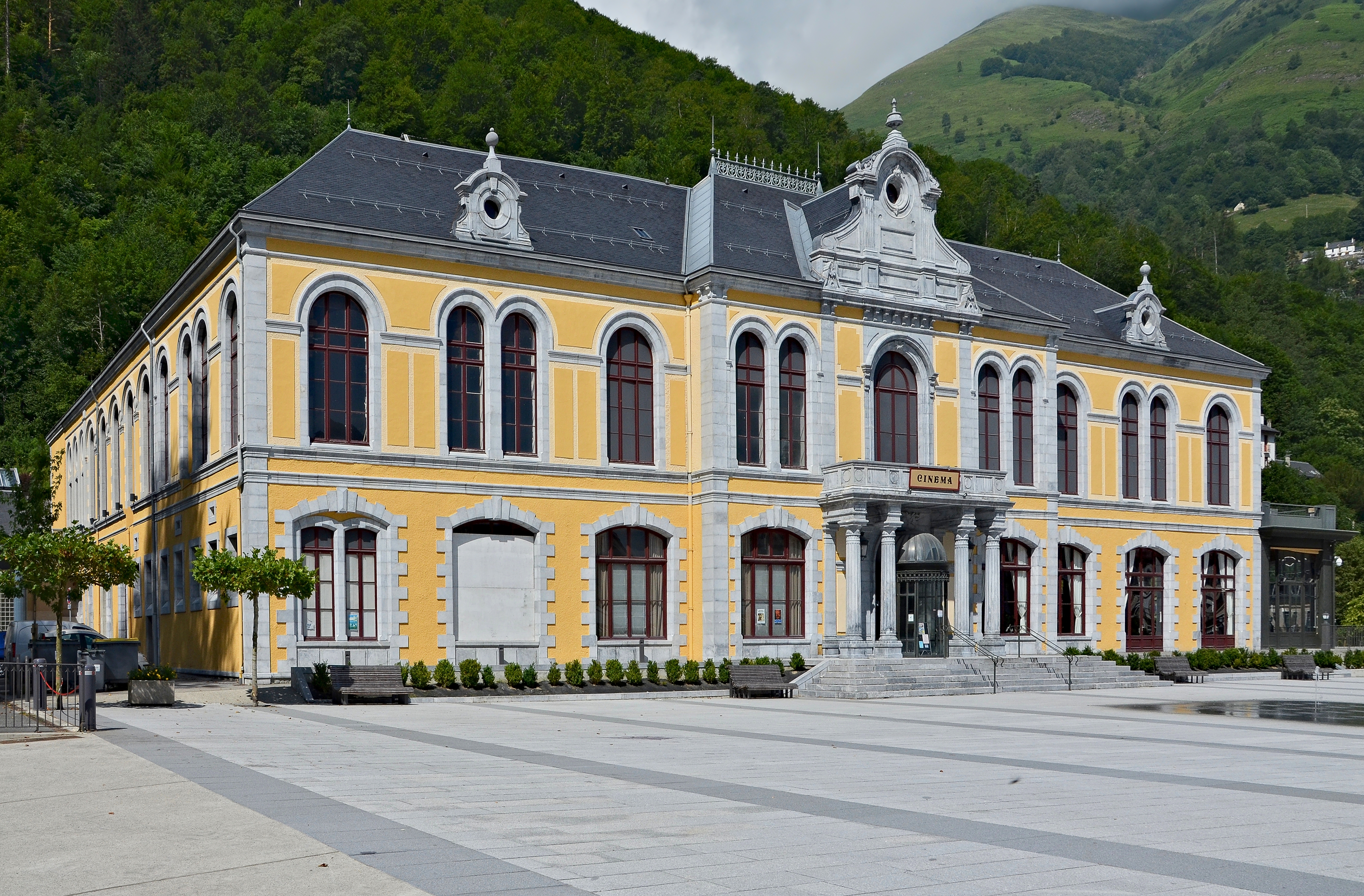
L'ancien casino-thermes des Œufs (1869), aujourd'hui cinéma, Cauterets.
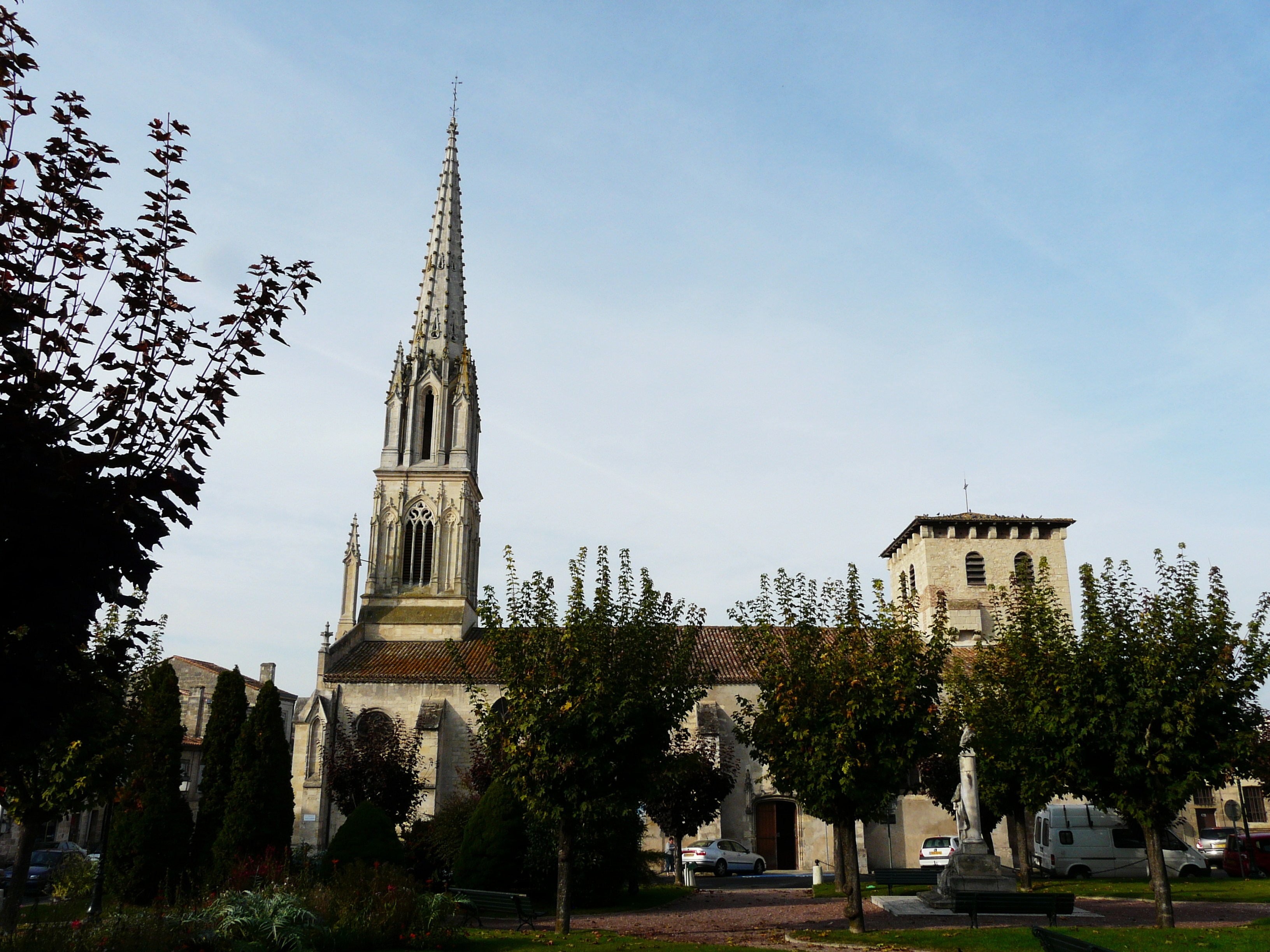
Flèche néogothique de l'église Saint-Jean-Baptiste de Coutras (1874).
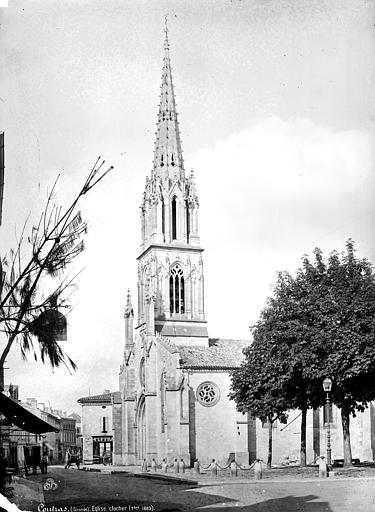

### À Bordeaux
- Restauration du Palais-Gallien, de la porte Cailhau (1882), et du monument funéraire de Michel Montaigne (1887)[5] ;
- Faculté des sciences et lettres (1880 ; actuel musée d'Aquitaine) ;
- La grande synagogue (1880) ;
- Bibliothèque municipale, située cour Mably (1883)
- Marché des Douves (1886) ;
- Poste des pompiers de La Bastide (1886-1888) ;
- La grille et le portail monumental du Parc bordelais.

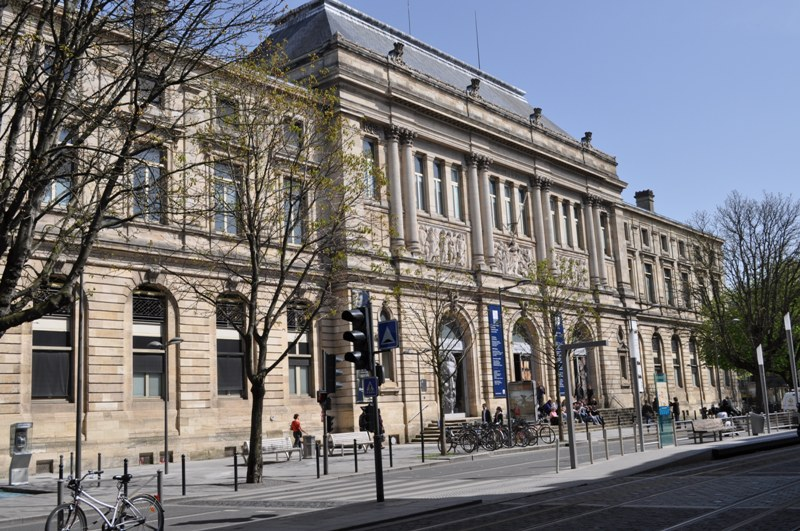
Faculté des sciences et lettres (1880), aujourd’hui occupée par le musée d'Aquitaine.
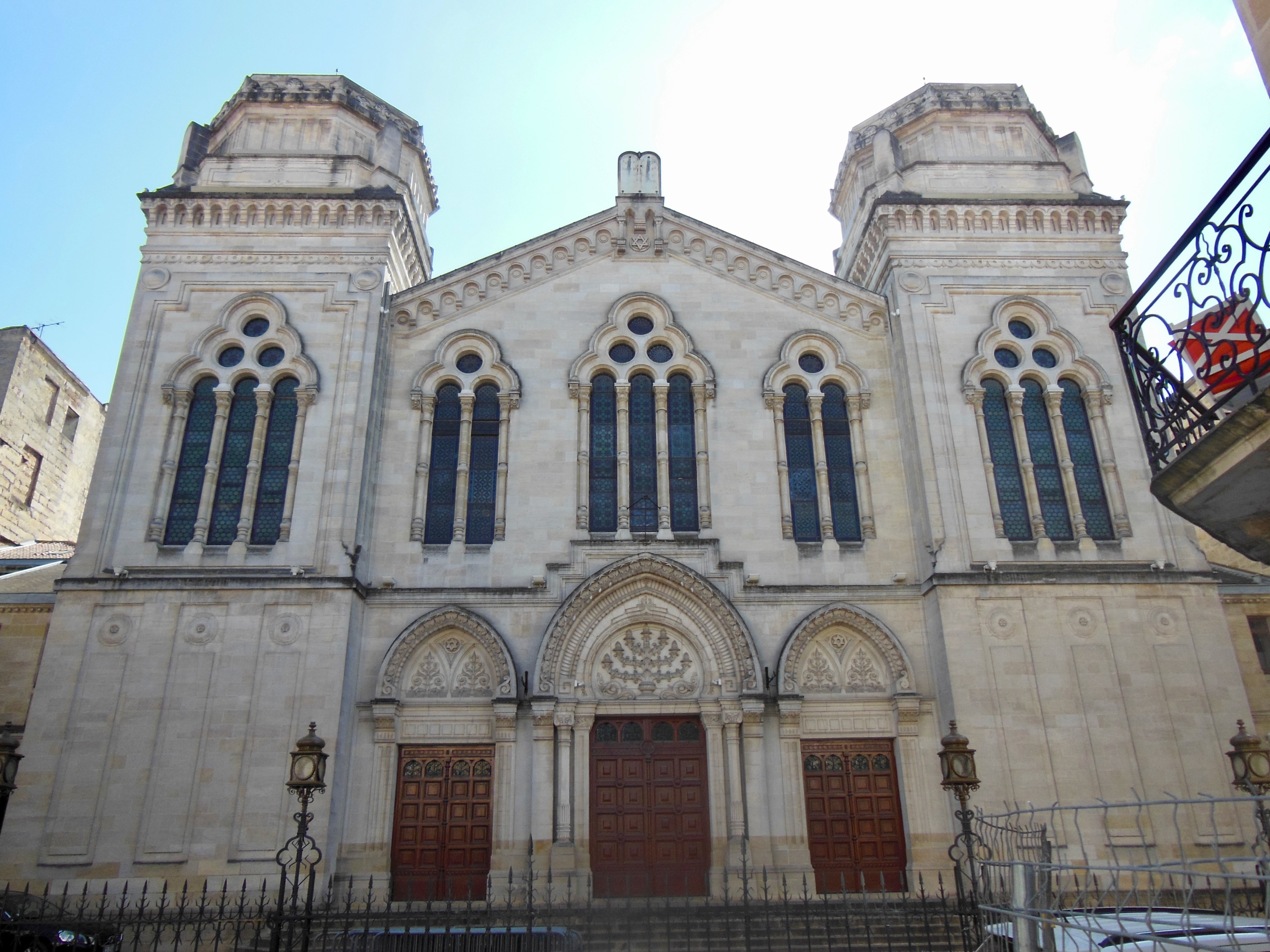
La Grande Synagogue (1880).
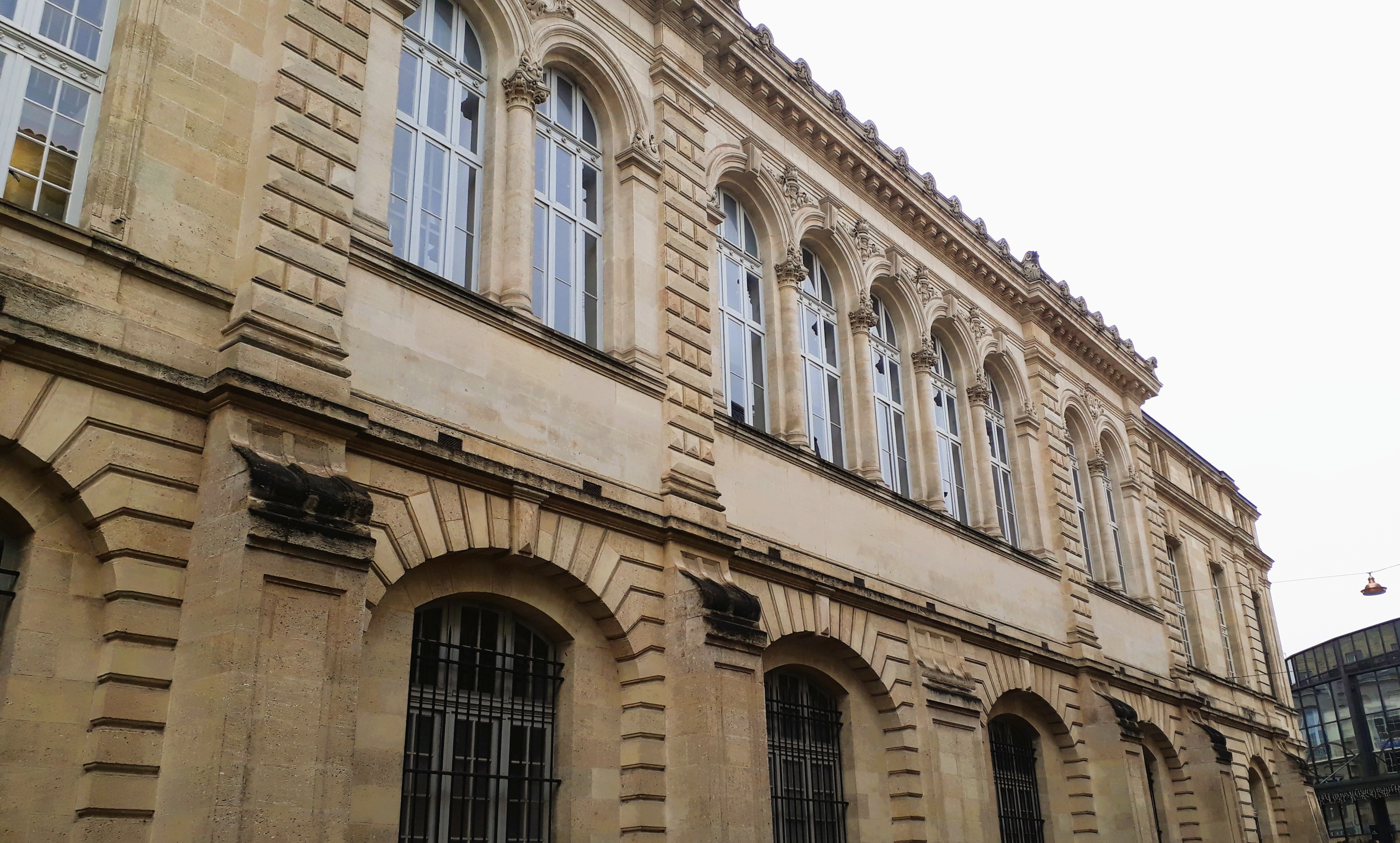
Ancienne bibliothèque municipale de Bordeaux (1883).
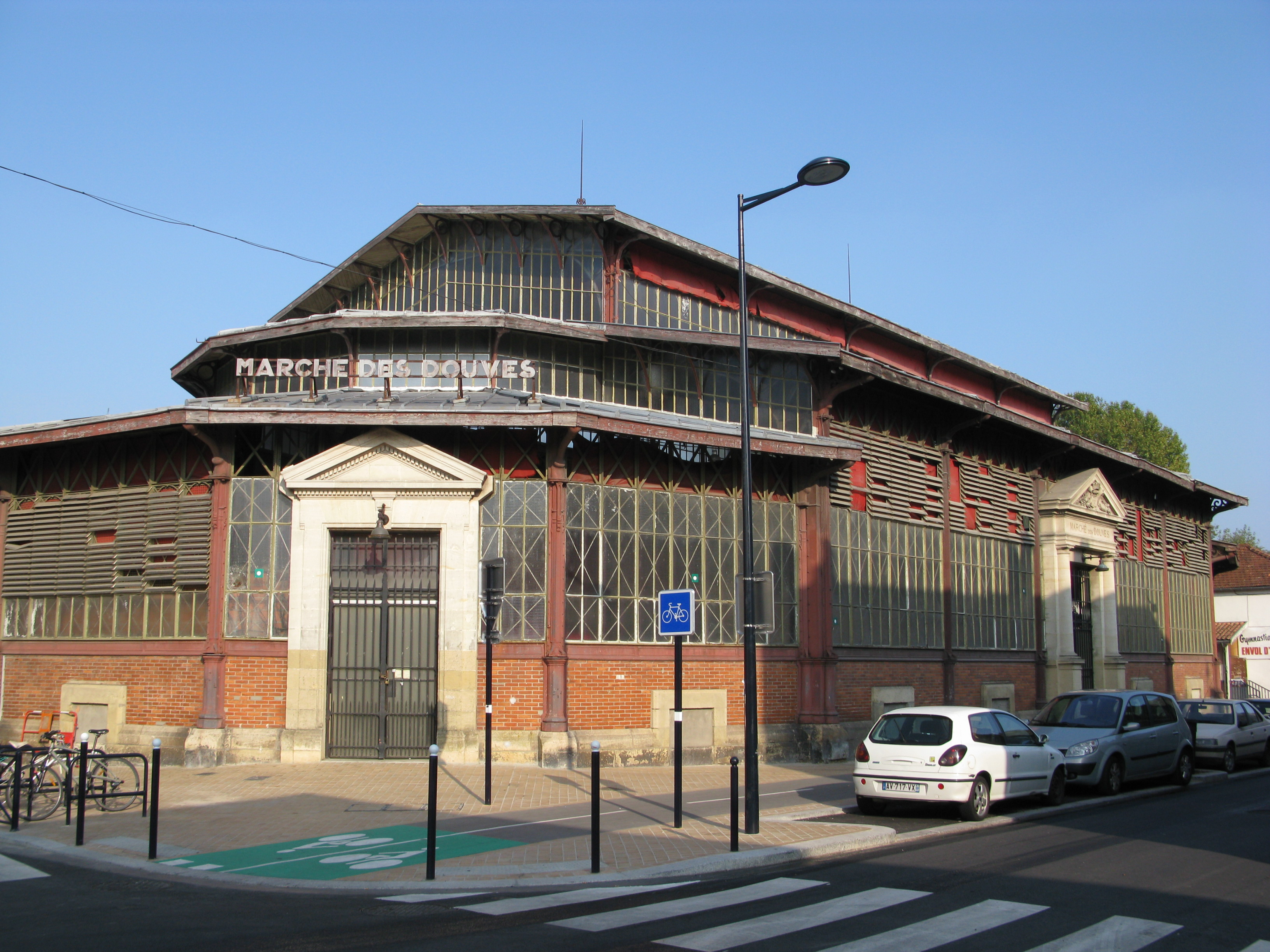
Marché des Douves (1886).

## Hommage
Homme de grande culture au talent éclectique, une rue du quartier Chartrons-Bacalan de Bordeaux honore son nom depuis 1937.